# Zpráva o stavu Unie
Zpráva o stavu Unie (anglicky: State of the Union Address) je označení pro každoroční řeč, kterou Prezident Spojených států amerických přednáší před společným zasedáním obou komor Kongresu (Sněmovny reprezentantů a Senátu). Zpravidla se tato událost odehrává v lednu, ale zatím šestkrát v historii to bylo v únoru a dvakrát v březnu.  

## Právní základ
Myšlenka Zprávy o stavu Unie pochází z Velké Británie, kde panovník během otevíracího zasedání parlamentu přednesl svoji Zprávu z trůnu (angl. Speech from the Throne). V USA ovšem takovouto zprávu vyžaduje přímo Ústava. Sice neříká, jak často by se tak mělo dít, ale zvykem je jednou za rok. Doslova ústava v článku II, oddílu 3 stanoví: „Prezident podává vždy po určité době Kongresu zprávy o stavu Unie a doporučuje mu k uvážení taková opatření, která považuje za nutná a užitečná...“. Prostřednictvím této zprávy je prezident hlavním iniciátorem legislativních změn.

## Průběh
Historicky první projev o stavu Unie přednesl prezident George Washington Kongresu Spojených států 8. ledna 1790 ve Federal Hall v New Yorku. Na něj navázal John Adams, nicméně Thomas Jefferson praxi přednášet zprávu osobně opustil, považoval ji za příliš monarchistickou a časově náročnou. Namísto toho zavedl, že prezident zprávu doručí Kongresu písemně, aby ji následně přečetl úředník. Tento zvyk se udržel až do roku 1913, kdy Woodrow Wilson obnovil osobní přednes na společné schůzi obou komor Kongresu. Od příchodu rádia (1923) a poté televize (1947) byl projev vysílán živě ve všech časových pásmech Spojených států na většině sítí. To, co začalo jako komunikace mezi prezidentem a Kongresem, se následně stalo především komunikací mezi prezidentem a lidmi Spojených států.
Zpráva o stavu Unie se obvykle přednáší  koncem ledna nebo začátkem února. Někteří prezidenti se však rozhodli, že v prvním roce, kdy byli inaugurováni nebo posledním lednu před odchodem z úřadu zprávu o stavu Unie nepřednesou. Od roku 1981 se ustálila tradice, kdy že nově inaugurovaný prezident přednese řeč, ale ta se nenazývá Zpráva o stavu Unie. Jedná se o řeč, ve které nový prezident shrne to, čemu by se chtěl následující rok věnovat. V průběhu těchto projevů jsou přítomni všichni vysocí činitelé federální vlády, hrozí tak riziko dekapitačního útoku. Z tohoto důvodu byla vytvořena funkce tzv. určeného přeživšího, který se projevů neúčastní a je ukryt, aby se v případě nutnosti ujal vedení státu.

## Významné zprávy
- Thomas Jefferson ve své zprávě 8. prosince 1801 obhajoval nasazení amerických sil ve Středomoří v bojích proti berberským pirátům.[5]
- James Monroe ve své zprávě 2. prosince 1823 vyhlásil tzv. Monroeovu doktrínu, kdy prohlásil, že „americké kontinenty nebudou od nynějška považovány za subjekty budoucí kolonizace žádnými evropskými mocnostmi.“[6]
- Abraham Lincoln ve své zprávě 1. prosince 1862 při apelu na morální nutnost vítězství Unie v občanské válce použil frázi „last best hope of Earth“, která pak byla mnohokrát citována.[7][8]
- Franklin D. Roosevelt ve své zprávě 11. ledna 1944 navrhl tzv. druhou listinu práv, která by doplnila ústavou garantovaná politická práva o práva ekonomická.[9]
- Lyndon B. Johnson ve své zprávě 8. ledna 1964 navrhl legislativu, která byla označována jako „válka proti chudobě“, v reakci na celostátní míru chudoby kolem devatenácti procent.[10]
- Gerald R. Ford ve své zprávě 15. ledna 1975 velmi otevřeně prohlásil, že „stav Unie není dobrý: Miliony Američanů jsou bez práce... Jsme závislí na ostatních, pokud jde o základní energii. Lidé zpochybňují schopnost své vlády činit tvrdá rozhodnutí a držet se jich; očekávají politiku Washingtonu jako obvykle.“[11]
- George W. Bush ve své zprávě 29. ledna 2002 označil Severní Koreu, Írán a Irák za „osu zla“ a představitele významné hrozby pro Spojené státy. Řekl: „Státy jako tyto a jejich terorističtí spojenci tvoří osu zla, vyzbrojování, aby ohrožovalo mír ve světě.“ V tomto projevu nastínil cíle války proti terorismu.[12]